# Spekeröds landskommun
Spekeröds landskommun var en tidigare kommun i dåvarande Göteborgs och Bohus län.

## Administrativ historik
Kommunen inrättades i Spekeröds socken i Inlands Nordre härad i Bohuslän när 1862 års kommunalförordningar trädde i kraft den 1 januari 1863.
Vid kommunreformen 1952 gick den upp i storkommunen Stenungsunds landskommun som 1971 ombildades till Stenungsunds kommun.

## Politik

### Mandatfördelning i Spekeröds landskommun 1938-1946
| 5 | 15 |

| 20 |

| 6 | 8 | 6 |

| 20 |

| 5 | 8 | 7 |

| 20 |